# Mankala

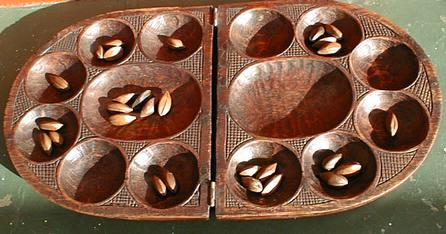
Hrací deska z Kamerunu pro variantu hry Oware.

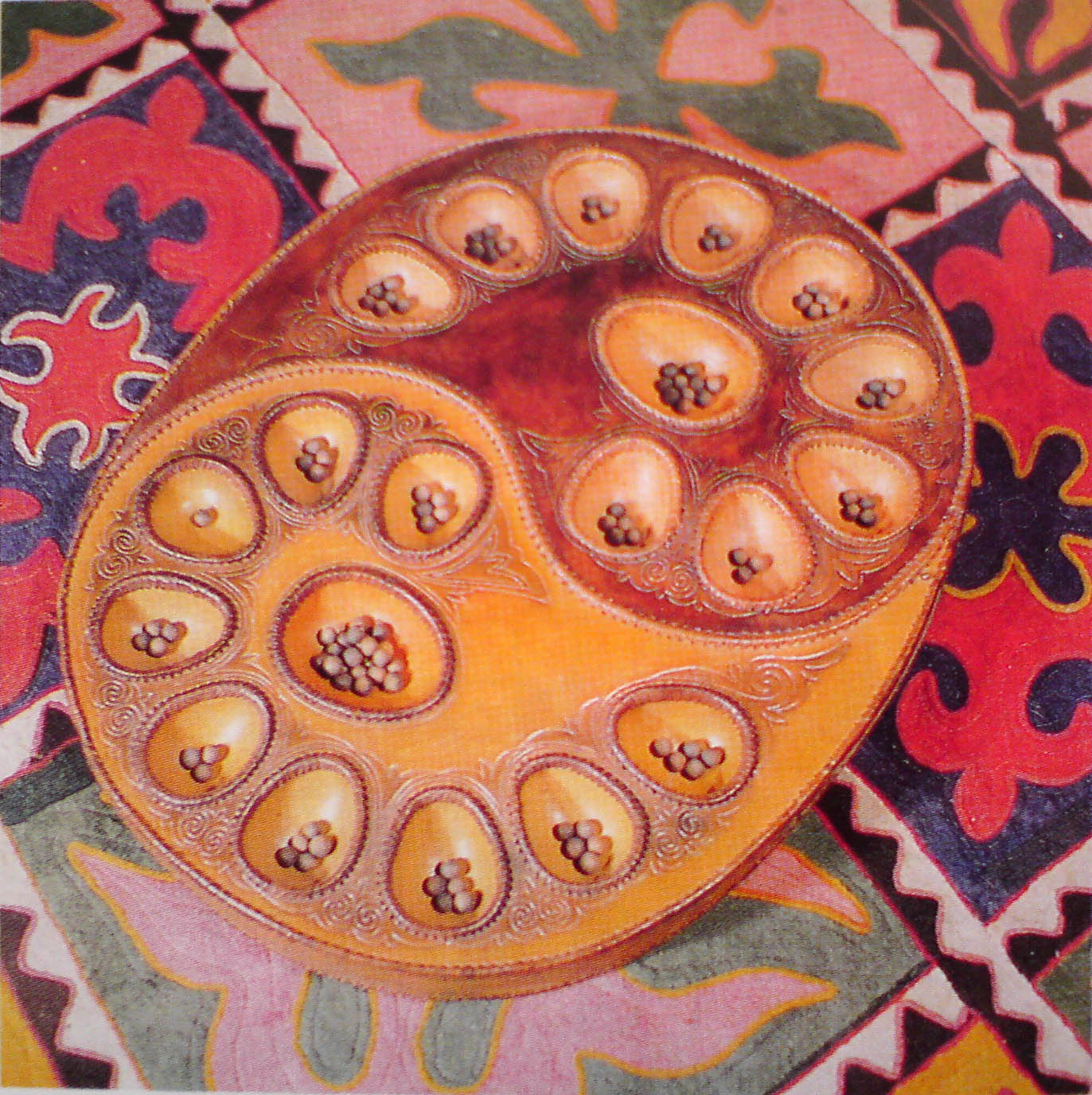
Toguz korgool

Mankalové hry jsou deskové hry s velmi dlouhou historií. Hrají se v různých částech světa, nejvíce v Africe a Asii, hrály se však již ve starém Egyptě.
Nejznámějšími zástupci jsou hry Oware (někdy též pod jménem awele, warri), Kalaha, Omweso, Bao, Turecká mangala a Toguz korgool (Toguz kumalak).
Společný princip mankalových her spočívá v přemisťování kuliček mezi důlky, a to podle předem dohodnutých pravidel. Na rozdíl od mnoha dalších deskových her
jsou všechny kuličky stejné, tj. není zde odlišená sada kamenů pro každého hráče.
Rozlišujeme hry na desce s jednou, dvěma, třemi a čtyřmi řadami. Počet důlků v řadě se pohybuje od 2 až k číslům přesahujícím 30.
Nejčastější varianty mají dvě řady s pěti až devíti důlky, přičemž na začátku hry je v každém důlku tři až devět kuliček.
U variant se čtyřmi řadami patří obvykle každému hráči dvě řady, na nichž provádí své tahy.
Kromě toho má každý hráč svoji pokladnici, tj. důlek, kde shromažďuje sebrané kuličky. Ten se ve většině her nazývá právě 'Mankala'.
Dalším důležitým dělením mankalových her je jejich rozlišení na tzv. jednokolové a vícekolové hry. V jednokolových hráč rozdělí jeden důlek a jeho tah skončí,
ve vícekolových pokračuje po vložení poslední kuličky a rozděluje důlek, kam padla poslední kulička, následující důlek nebo speciálně určený důlek (dle konkrétních pravidel).
Pravidla určují, s kterými důlky lze hrát, tj. provést přesunutí kuliček z daného důlku mezi další důlky, kde takovéto rozdělení má začít, definují situaci,
kdy lze nějaké kuličky sebrat a přemístit do pokladnice, v kterém okamžiku hra končí a případně speciální pravidla.
Hrací soupravy jsou nejčastěji dřevěné vyřezávané desky se semeny různých rostlin, hraje však i venku s oblázky a v důlcích vyhrabaných do písku, či vytesaných do kamene.
Některé varianty je možné hrát i na počítači - v roce 2020 byly Oware, Toguz kumalak (Toguz korgool), a Turecká mangala zahrnuty mezi hry na serveru playok.com.
V mankalových hrách se organizují i soutěže, včetně mistrovství světa.
Toguz kumalak, Toguz korgool a Turecká mangala byly na konci roku 2020 zahrnuty do reprezentativního seznamu nehmotného kulturního dědictví lidstva UNESCO.

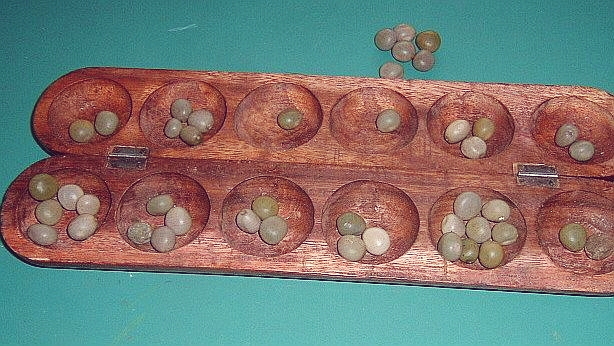
Jedna z obvyklejších variant hrací desky